# Campeonato mundial A de hockey patines masculino de 1966
El XVII Campeonato mundial de hockey sobre patines masculino se celebró en Brasil en 1966, con la participación de diez Selecciones nacionales masculinas de hockey patines. Todos los partidos se disputaron en la ciudad de Sao Paulo.
Toda la competición se disputó en el formato de liga, enfrentándose entre sí las diez selecciones y ordenándose la clasificación final según los puntos obtenidos.

## Equipos participantes
De las 10 selecciones nacionales participantes del torneo, 6 son de Europa y 4 de América.
| Argentina      |
| Brasil         |
| Chile          |
| España         |
| Estados Unidos |
| Inglaterra     |
| Italia         |
| Países Bajos   |
| Portugal       |
| Suiza          |

## Resultados
|              | Bandera de Chile | Bandera de Inglaterra | Bandera de Estados Unidos | Bandera de Brasil | Bandera de Portugal | Bandera de los Países Bajos | Bandera de Suiza | Bandera de Italia | Bandera de Argentina | Bandera de España |
| ------------ | ---------------- | --------------------- | ------------------------- | ----------------- | ------------------- | --------------------------- | ---------------- | ----------------- | -------------------- | ----------------- |
| Chile        |                  |                       |                           |                   |                     |                             |                  |                   |                      |                   |
| Inglaterra   | 3-2              |                       |                           |                   |                     |                             |                  |                   |                      |                   |
| EE. UU.      | 1-2              | 6-5                   |                           |                   |                     |                             |                  |                   |                      |                   |
| Brasil       | 2-5              | 2-6                   | 2-0                       |                   |                     |                             |                  |                   |                      |                   |
| Portugal     | 9-0              | 11-1                  | 13-2                      | 10-0              |                     |                             |                  |                   |                      |                   |
| Países Bajos | 5-6              | 5-0                   | 2-4                       | 3-1               | 2-9                 |                             |                  |                   |                      |                   |
| Suiza        | 6-3              | 5-2                   | 2-4                       | 2-1               | 0-2                 | 2-6                         |                  |                   |                      |                   |
| Italia       | 1-1              | 6-4                   | 3-2                       | 4-0               | 1-1                 | 4-3                         | 2-4              |                   |                      |                   |
| Argentina    | 6-2              | 5-0                   | 2-0                       | 2-0               | 0-5                 | 6-3                         | 2-2              | 2-2               |                      |                   |
| España       | 9-0              | 6-1                   | 8-0                       | 2-1               | 1-0                 | 5-3                         | 6-4              | 4-1               | 5-0                  |                   |

## Clasificación Final
| Posición | Equipo         | Pts | PJ | PG | PE | PP | GF | GC | DG  |
| -------- | -------------- | --- | -- | -- | -- | -- | -- | -- | --- |
|          | España         | 18  | 9  | 9  | 0  | 0  | 46 | 10 | 36  |
|          | Portugal       | 15  | 9  | 7  | 1  | 1  | 60 | 7  | 53  |
|          | Argentina      | 12  | 9  | 5  | 2  | 2  | 25 | 19 | 6   |
| 4        | Italia         | 11  | 9  | 4  | 3  | 2  | 24 | 20 | 4   |
| 5        | Suiza          | 9   | 9  | 4  | 1  | 4  | 27 | 28 | -1  |
| 6        | Chile          | 7   | 9  | 3  | 1  | 5  | 21 | 42 | -21 |
| 7        | Estados Unidos | 6   | 9  | 3  | 0  | 6  | 19 | 39 | -20 |
| 8        | Países Bajos   | 6   | 9  | 3  | 0  | 6  | 31 | 37 | -6  |
| 9        | Inglaterra     | 4   | 9  | 2  | 0  | 7  | 22 | 48 | -26 |
| 10       | Brasil         | 2   | 9  | 1  | 0  | 8  | 9  | 34 | -25 |